# .260 Remington
Bei der .260 Remington handelt es sich um eine Sport- und Jagdpatrone.
Die .260 Remington wurde von Remington Arms im Jahr 1997 vorgestellt und standardisiert. Dies geschah, obwohl die Firma A-Square bereits im Jahr 1996 dieselbe Patrone unter dem Namen 6,5-08 A-Square bei der SAAMI standardisieren ließ. Die Bezeichnung .260 Remington konnte sich jedoch durchsetzen.
Die .260 Remington stammt von der .308 Winchester ab, wobei der Hülsenhals auf das Kaliber 6,7 mm eingezogen wurde. Sie wurde in Konkurrenz zum Kaliber 6,5 × 55 mm entwickelt, ist jedoch nur geringfügig leistungsfähiger. Die .260 Remington passt wie ihre Mutterpatrone und im Unterschied zur 6,5 × 55 mm in so genannte Kurzsysteme („short action“, SA).

## Bezeichnung
Im deutschen Nationalen Waffenregister (NWR) wird die Patrone unter Katalognummer 554 unter folgenden Bezeichnungen geführt (gebräuchliche Bezeichnungen in Fettdruck)
- .260 Rem (Hauptbezeichnung)
- 6,5-08 Ack 20°
- 6,5-08 A-Square